# Thái Trường Giang
Thái Trường Giang (sinh ngày 15 tháng 7 năm 1971) là một chính trị gia người Việt Nam. Ông hiện là đại biểu quốc hội Việt Nam khóa 14 nhiệm kì 2016-2021, thuộc đoàn đại biểu quốc hội tỉnh Cà Mau. Ông đã trúng cử đại biểu quốc hội lần đầu năm 2016 ở đơn vị bầu cử số 3, tỉnh Cà Mau (gồm các huyện: Đầm Dơi, Năm Căn và Ngọc Hiển) với tỉ lệ 78,14% số phiếu hợp lệ.

## Xuất thân
Thái Trường Giang sinh ngày 15 tháng 7 năm 1971 quê quán ở xã Đất Mũi, huyện Ngọc Hiển, tỉnh Cà Mau. 
Ông hiện cư trú ở Số 130/4B Phạm Hồng Thám, khóm 2, phường 4, thành phố Cà Mau, tỉnh Cà Mau.

## Giáo dục
- Giáo dục phổ thông: 12/12
- Kỹ sư nuôi trồng thủy sản
- Tiến sĩ Khoa học và kỹ thuật môi trường,
- Cao cấp lí luận chính trị (đang học)

## Sự nghiệp
Ông gia nhập Đảng Cộng sản Việt Nam vào ngày 31/8/2001.
Ông từng là đại biểu hội đồng nhân dân Tỉnh Cà Mau nhiệm kỳ 2004-2011.
Khi ứng cử đại biểu Quốc hội Việt Nam khóa 14 vào tháng 5 năm 2016 ông đang là Phó Giám đốc phụ trách Trung tâm Thông tin Ứng dụng Khoa học, Công nghệ tỉnh Cà Mau, làm việc ở Trung tâm Thông tin Ứng dụng Khoa học, Công nghệ tỉnh Cà Mau.
Ông đã trúng cử đại biểu quốc hội lần đầu năm 2016 ở đơn vị bầu cử số 3, tỉnh Cà Mau (gồm các huyện: Đầm Dơi, Năm Căn và Ngọc Hiển) được 176.225 phiếu, đạt tỷ lệ 78,14% số phiếu hợp lệ.
Ông từng là Phó trưởng phòng Quản lý Khoa học, Sở khoa học và công nghệ tỉnh Cà Mau.
Ông hiện là Phó Giám đốc Sở khoa học và công nghệ tỉnh Cà Mau, Ủy viên Ủy ban Khoa học công nghệ và môi trường của Quốc hội.
Ông đang làm việc ở Sở khoa học và công nghệ tỉnh Cà Mau.